# 坎波登诺
坎波登诺（義大利語：Campodenno），是意大利特伦托自治省的一个市镇。总面积25平方公里，人口1499人，人口密度60.0人/平方公里（2009年）。ISTAT代码为022037。